# توني روبنسون (لاعب كرة قدم أمريكية)
توني روبنسون (بالإنجليزية: Tony Robinson)‏ هو لاعب كرة قدم أمريكية أمريكي، ولد في 22 يناير 1964 في مونتيسيلو في الولايات المتحدة.

## وصلات خارجية
- توني روبنسون على موقع مرجع كرة القدم المحترفة.كوم (الإنجليزية)